# Ariadna sansibarica
Ariadna sansibarica là một loài nhện trong họ Segestriidae.
Loài này thuộc chi Ariadna. Ariadna sansibarica được Embrik Strand miêu tả năm 1907.